# STS–41–C

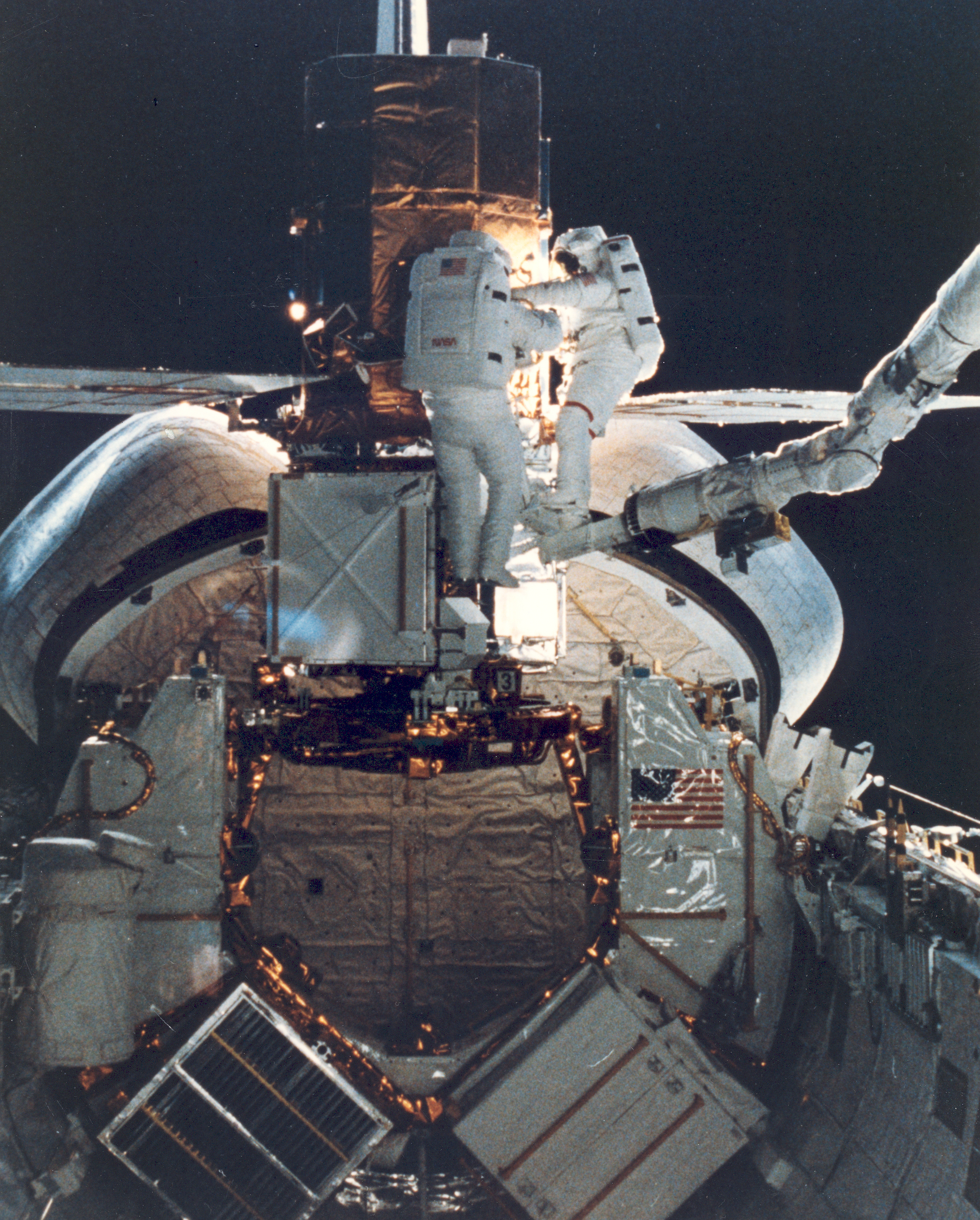
Az SMM műhold javítása

Az STS–41–C az amerikai űrrepülőgép-program 11., a Challenger űrrepülőgép 5. repülése.

## Küldetés
A hétnapos repülés célja a szállított műholdak telepítésének végrehajtása. A repülés célja a LDEF (Long Duration Exposure Facility) platform telepítése és az SMM (Solar Maximum Mission) műhold javítása Föld körüli pályán. Az első együtemű, közvetlen felemelkedés történt 533 kilométer magasságba (288 mérföld). Ez volt az első világűrben történő javítás.

## Jellemzői

### Első nap
1984. április 6-án a szilárd hajtóanyagú gyorsítórakéták (SRB) segítségével Floridából, a Cape Canaveral (KSC) Kennedy Űrközpontból, a LC39–A jelű indítóállványról emelkedett a magasba. Az orbitális pályája 91,4 perces, 28,5 fokos hajlásszögű, elliptikus pálya perigeuma 222 kilométer, az apogeuma 468 kilométer volt. 
Felszálló tömeg indításkor 115 361 kilogramm, műveleti tömege a pályán 17 357 kilogramm, leszálló tömeg 89 344 kilogramm. Szállított hasznos teher felszálláskor/leszállásnál 25 981 kilogramm
Emelkedés közben a központi számítógép, a Mission Control nem működött, a tartalék számítógép belépésével, egyórás késéssel kapott adatot az irányító központ. A misszió időtartamát egy nappal meghosszabbították, mivel az SMM instabilitását javítani akarták.

### Műholdak
A beépített kanadai Canadarm (RMS) manipulátor kart 50 méter kinyúlási távolságával biztosított a műholdak indítása/elfogása, külső munkák [kutatás, szerelések] végzése, a hővédőpajzs külső ellenőrzése.

#### LDEF
A NASA kutatási programjának része, a hosszú időtartamú hatástényezők eszköze,  a Long Duration Exposure Facility (LDEF) tudományos laboratórium. Első programjához 57 kísérlet-kutatás, 86 kivehető tálca tartozott. A tudományos és technológiai kísérletekhez támogatást adott több kormány (USA, Kanada, Dánia, Franciaország, Németország, Írország, Hollandia, Svájc és Anglia) és 200 egyetemi kutató.
Az űrrepülőgép első napján, április 6-án helyezték a világűrbe a nagy méretű (9.1 méter hosszú, 4.3 méter átmérőjű), 12 oldalú, nyitott rácsszerkezetű, alumínium gyűrűk és hossztartók (hosszanti keretezés tagok) merevített, 9707 kilogramm súlyú űreszközt. Az orbitális pályája 94,2 perces, 28,5 fokos hajlásszögű, geoszinkron pálya perigeuma 473 kilométer, az apogeuma 483 kilométer volt. Mintegy 5 év, 8 hónap és 1 hétig (2076 nap; 5,7 év) sikeresen végzett tudományos és technológiai kísérleteket. Kutatási, kísérleti témák: anyagok, bevonatok, termikus rendszerek, űrhajó hajtóműtípusok, tudományágak igényei, elektronika, optika, mikrobiológia.
Első alkalommal 1985. március 19-én nyerték vissza a kihelyezett tudományos, kísérleti program tagjait. Utolsó alkalommal 1990. január 12-én az STS–32 hozta vissza a kísérleti, kutatási eredményeket.

#### SMM
Solar Maximum Mission (SMM) a Fairchild Industries által gyártott első ilyen típusú űreszköz. A Nap légkörének, különösen a napkitörések okozta jelenségek mérése, előfordulásának károsító hatása a Space Shuttle küldetésének magasságában.
1980. február 14-én egy Delta (COSPAR ID 1980-014A)  típusú hordozórakétával Floridából, a Kennedy Űrközpontból, az  LC–17A indítóhelyről juttatták Föld körüli, közel körpályára. Az orbitális pályája 94,8 perces, 28,5 fokos hajlásszögű, geoszinkron pálya perigeuma 508 kilométer, az apogeuma 512 kilométer volt. Modulokból épített, hengeres formájú műhold, felületét napelemek borítják. Súlya 2315 kilogramm, hossza 4, átmérője 2.3 méter, élettartama 9 évre tervezett.
Pályára állítását követően három hétig működött megbízhatóan. Stabilizációs rendszerének (instabil állapota) hibája miatt nem tudott megbízható adatokat gyűjteni, a Földre továbbítani. Hasznos élettartama miatt célszerűvé vált világűri javítása. A STS–41–C legénysége a második napos nekifutással visszanyerte a műholdat. A javítási munkát kettő űrséta (EVA) alatt George Nelson és James van Hoften végezte, összesen 10 óra és 6 percet tartózkodva a világűrben.
1989. december 2-án földi parancsra belépett a légkörbe és megsemmisült.

### Hasznos teher
- IMAX kamera,
- Sugárvédelmi Ellenőrző berendezések (RME),
- polgári kutatási, kísérleti program (SSIP) – méhek viselkedése mikrogravitációs környezetben

### Hatodik nap
1984. április 13-án Kaliforniában az Edwards légitámaszponton szállt le. Összesen 6 napot, 23 órát, 40 percet és 7 másodpercet (168 óra) töltött a világűrben. 4 620 000 kilométert (4 620 000 mérföldet) repült, 108 alkalommal kerülte meg a Földet. Összesen 10 óra és 6 perces űrsétára került sor az SMM javítása miatt.
Egy különlegesen kialakított Boeing 747 tetején április 18-án visszatért kiinduló bázisára.

## Személyzet
(zárójelben a repülések száma az STS–41–C küldetéssel együtt)
- Robert Crippen (3), parancsnok
- Francis Scobee (1), pilóta
- George Nelson (1), küldetésfelelős
- James van Hoften (1), küldetésfelelős
- Terry Hart (1), küldetésfelelős

### Visszatérő személyzet
- Robert Crippen (3), parancsnok
- Francis Scobee (1), pilóta
- George Nelson (1), küldetésfelelős
- James van Hoften (1), küldetésfelelős
- Terry Hart (1), küldetésfelelős

## Űrséták
(zárójelben a dátum és az időtartam)
- EVA 1: Nelson és van Hoften (1984. április 8., 2 óra 38 perc)
- EVA 2: Nelson és van Hoften (1984. április 11., 6 óra 44 perc))